# Благовещение Богородично (Атина)
„Благовещение Богородично“ (на гръцки: Καθεδρικός Ναος Ευαγγελισμού της Θεοτόκου) е православна църква в столицата на Гърция Атина, катедрален храм на Църквата на Гърция.

## История
Крайъгълният камък на строежа е положен от крал Отон I Гръцки и кралица Амалия Олденбургска на Великден – 1842 г. За украса е използван мрамора от разрушените 72 средновековни църкви на Атина.
Архитектурният проект е дело на общо четирима архитекти – Теофил фон Хансен (1842 – 1843), Димитриос Зезос (1846 – 1857), Франсоа Буланже и Панайотис Калкос (1857 – 1862). 
На площада пред катедралния храм се намират две статуи – на император Константин XI Палеолог и на архиепископ Дамаскин Гръцки.

## Галерия
- Купол
- Вход
- Интериор
- Мощехранителница на Свети Григорий V Константинополски
- Мощехранителница на Света Филотея Атинска